# سیارک ۷۳۷۸
سیارک ۷۳۷۸ (به انگلیسی: 7378 Herbertpalme، نامگذاری:1981EK18) هفت هزار و سیصد و هفتاد و هشتمین سیارک کشف شده‌است که در ۲ مارس ۱۹۸۱ کشف شد.
قدر مطلق سیارک برابر ۵۶.۲ است.